# Carro (Italia)
Carro (O Câro in ligure, U Caru nella variante locale) è un comune italiano di 479 abitanti della provincia della Spezia in Liguria.
Altitudine 418 m s.l.m.

## Geografia fisica
Il territorio di Carro è situato a valle del colle di Velva, nell'alta val di Vara ed il suo territorio comunale fa parte del Parco naturale regionale di Montemarcello-Magra-Vara. Il capoluogo, Carro, è situato lungo una collina della valle del torrente Trambacco.
Presso il monte San Nicolao nasce il torrente Castagnola.

## Storia

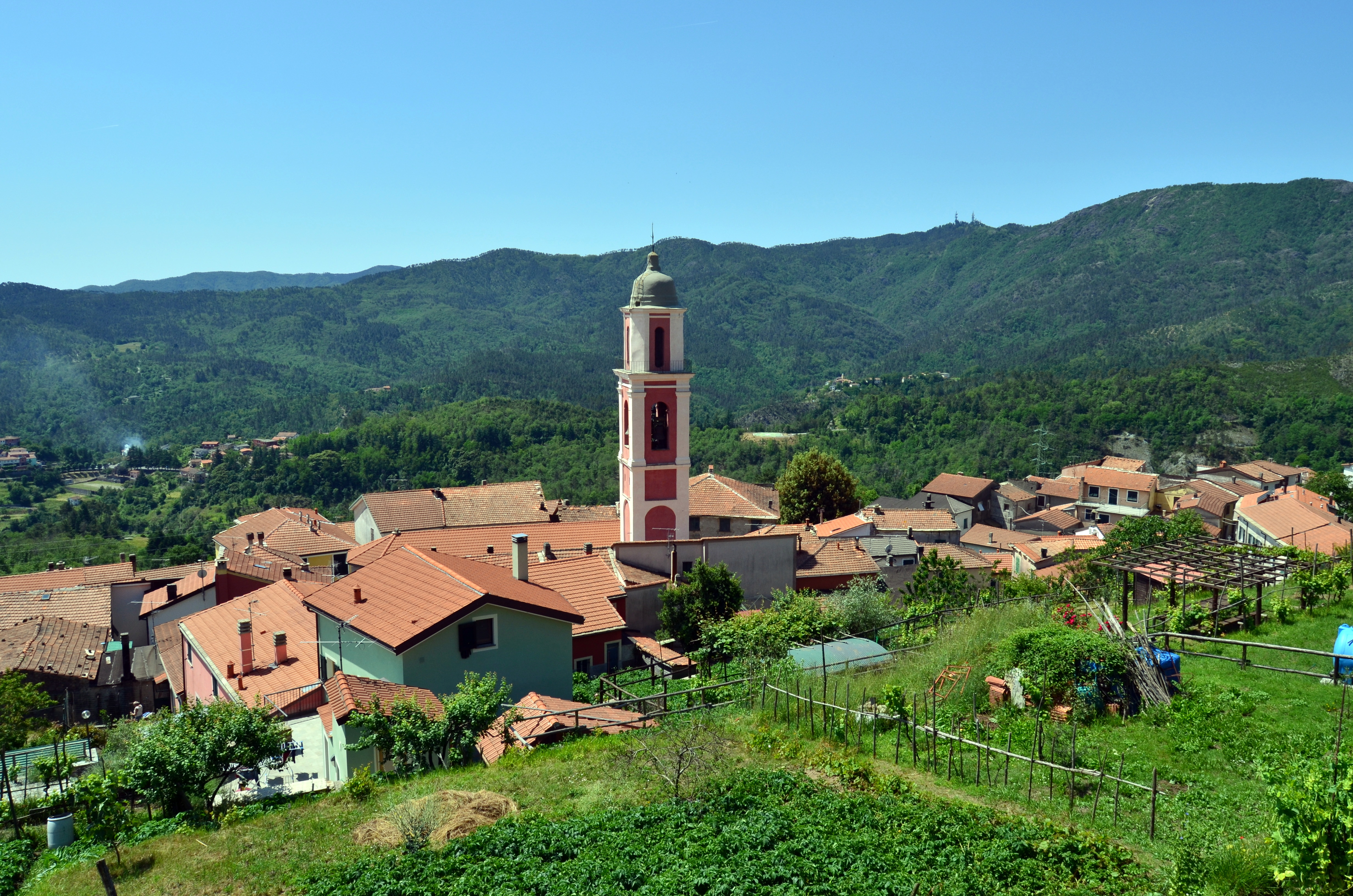
Panorama della frazione di Castello

Il borgo, di origine romana, fu un antico possedimento religioso del vicariato di Framura fino al passaggio del feudo dapprima agli Estensi, nell'XI secolo, e in seguito ai Malaspina; questi ultimi cedettero la proprietà feudale alla famiglia Da Passano per volere della diocesi di Brugnato.
Nel 1229 si costituì comune libero e autonomo stipulando un'importante alleanza con la Repubblica di Genova. Dopo una breve parentesi feudale con la famiglia Fieschi, che assoggettarono il territorio nel biennio 1271-1272, Carro si sottopose definitivamente alla repubblica genovese che, per la sua importanza strategica lungo la via che dalla val di Vara risaliva la valle fino a Piacenza, eresse il borgo al titolo di podesteria dal 1299 seguendone le sorti. Dal 1556 ebbe autonomi statuti.
Nel 1797 con la dominazione francese di Napoleone Bonaparte venne inserito, dal 2 dicembre, nel Dipartimento del Vara, con capoluogo Levanto, all'interno della Repubblica Ligure. Dal 28 aprile del 1798 con i nuovi ordinamenti francesi, il territorio di Carro rientrò nel IV cantone, come capoluogo, della Giurisdizione di Mesco e dal 1803 centro principale del IV cantone di Godano nella Giurisdizione del Golfo di Venere. Annesso al Primo Impero francese dal 13 giugno 1805 al 1814 venne inserito nel Dipartimento degli Appennini.
Nel 1815 fu inglobato nella provincia di Levante del Regno di Sardegna, così come stabilì il Congresso di Vienna del 1814, e successivamente nel Regno d'Italia dal 1861. Dal 1859 al 1927 il territorio fu compreso nel IV mandamento di Godano del circondario di Levante facente parte della provincia di Genova prima e, con l'istituzione nel 1923, della provincia della Spezia poi.
Dal 1973 al 31 dicembre 2008 ha fatto parte della Comunità montana dell'Alta Val di Vara e, con le nuove disposizioni della Legge Regionale n° 24 del 4 luglio 2008, fino al 2011 della Comunità montana Val di Vara.

### Simboli
Stemma
Lo stemma è stato riconosciuto con il decreto ministeriale del 25 marzo 1899.
Gonfalone

## Monumenti e luoghi d'interesse

### Architetture religiose
- Chiesa parrocchiale di San Lorenzo martire nella frazione capoluogo di Carro, edificata nel XV secolo.
- Chiesa parrocchiale di San Giorgio nella frazione di Castello, edificata sui resti dell'antico castello medievale eretto dalla famiglia Fieschi durante la dominazione feudale.
- Santuario di Cerreta nell'omonima borgata, attiguo alla casa natale di sant'Antonio Maria Gianelli, nativo del borgo.
- Chiesa parrocchiale del Santissimo Nome di Maria nella frazione di Ziona, conserva un trittico della prima metà del XVI secolo.

### Reperti archeologici
- Teste apotropaiche nella borgata di Agnola.

### Altro
- Monumento a Niccolò Paganini, opera dello scultore Angiolo Del Santo (1935).

## Società

### Evoluzione demografica
Abitanti censiti

### Etnie e minoranze straniere
Secondo i dati Istat al 31 dicembre 2019, i cittadini stranieri residenti a Carro sono 26.

## Cultura

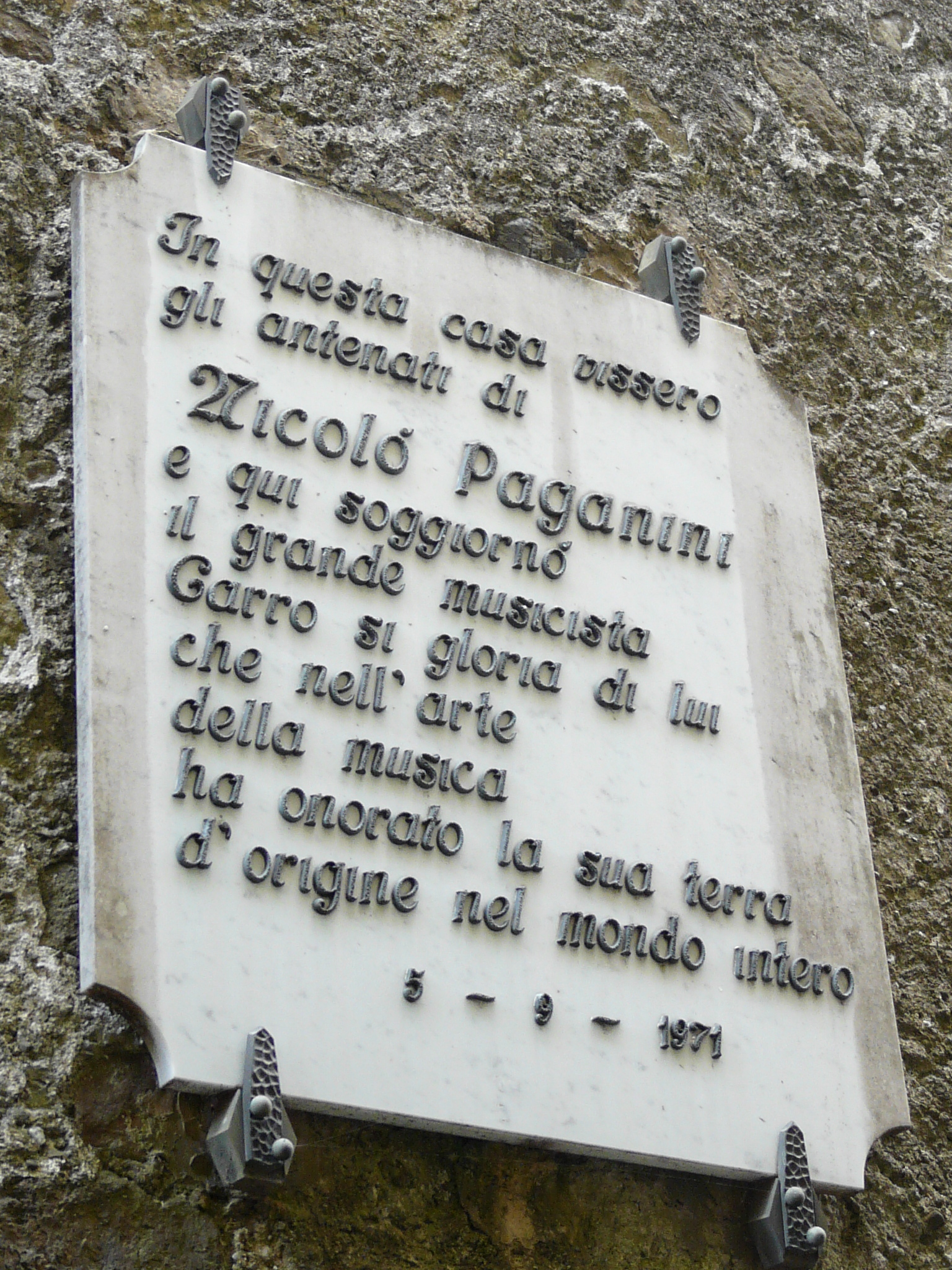
Targa dedicata a Niccolò Paganini

### Istruzione

#### Musei
Il centro museale mineralogico è aperto al pubblico dal 5 aprile 1999, una delle prime esposizioni pubbliche del suo genere in provincia della Spezia. Al suo interno sono custodite in tredici vetrine circa mille campioni di minerali, suddivisi per tipologia chimica e classi di appartenenza.
Le classi minerali rappresentate sono nel totale dieci quali elementi nativi, solfuri, alogenuri, ossidi e idrossidi, carbonati e nitrati, borati, solfati, fosfati, arsenicati, vanadati, silicati e composti organici. Inoltre è conservata una piccola collezione di pietre preziose oltre a minerali trovati nella zona di Carro e provincia.

### Eventi
- Festival paganiniano. I genitori di Niccolò Paganini erano originari di Carro. Alla manifestazione, annualmente dal 14 luglio al 14 agosto per complessivi 9 concerti e organizzato dalla Società dei Concerti onlus della Spezia, è sempre invitato il vincitore del Premio Paganini di Genova.

## Geografia antropica

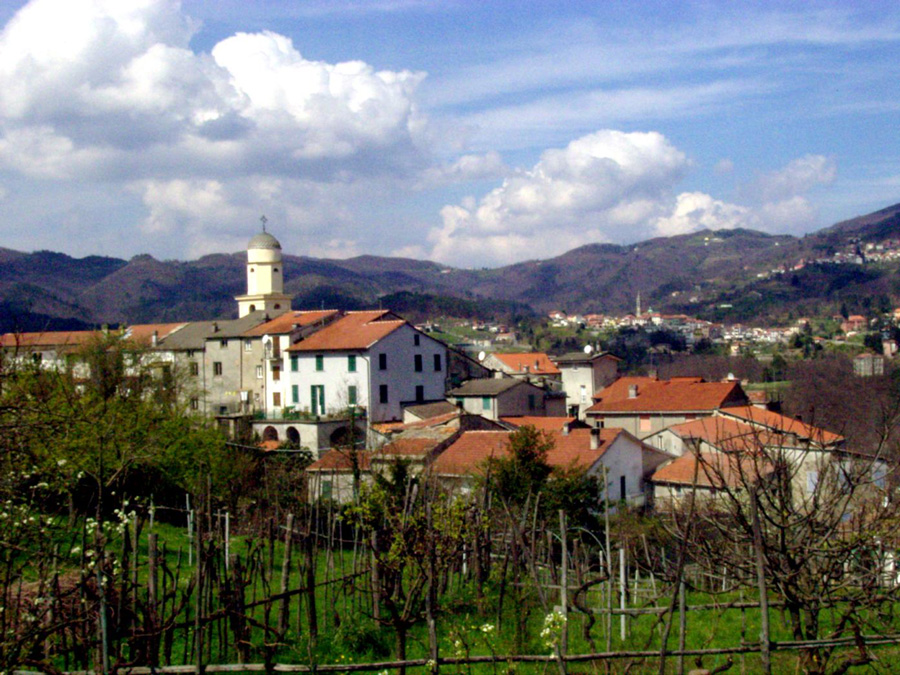
Il paese di Ziona. Alle spalle si intravedono Carro e Castello.

Il comune è costituito, oltre il capoluogo, dalle tre frazioni di Castello, Ponte Santa Margherita e Ziona; il territorio è ulteriormente diviso in quattro borgate storiche quali Agnola, Cerreta, Pavareto e Pera per un totale di 31,79 km2.
Confina a nord con il comune di Varese Ligure, a sud con Carrodano, Deiva Marina e Framura, ad ovest con Maissana, Castiglione Chiavarese (GE) e Deiva Marina e ad est con Varese Ligure e Sesta Godano.

## Economia
Le principali risorse economiche del comune sono l'attività agricola e l'allevamento.

## Infrastrutture e trasporti

### Strade
Il centro di Carro è attraversato principalmente dalla strada provinciale 50 che gli permette il collegamento stradale con Maissana, ad ovest, con Sesta Godano, ad est, innestandosi con la strada provinciale 566 di Val di Vara nei pressi di Ponte Santa Margherita. Un ulteriore collegamento viario del territorio è la provinciale 46 per la frazione di Ziona e Mattarana, quest'ultima frazione di Carrodano.

### Mobilità urbana
Dai comuni di La Spezia e Borghetto di Vara un servizio di trasporto pubblico locale gestito dall'ATC garantisce quotidiani collegamenti bus con Carro e per le altre località del territorio comunale. Analogo servizio è garantito dall'AMT con corse da Sestri Levante (GE).

## Amministrazione

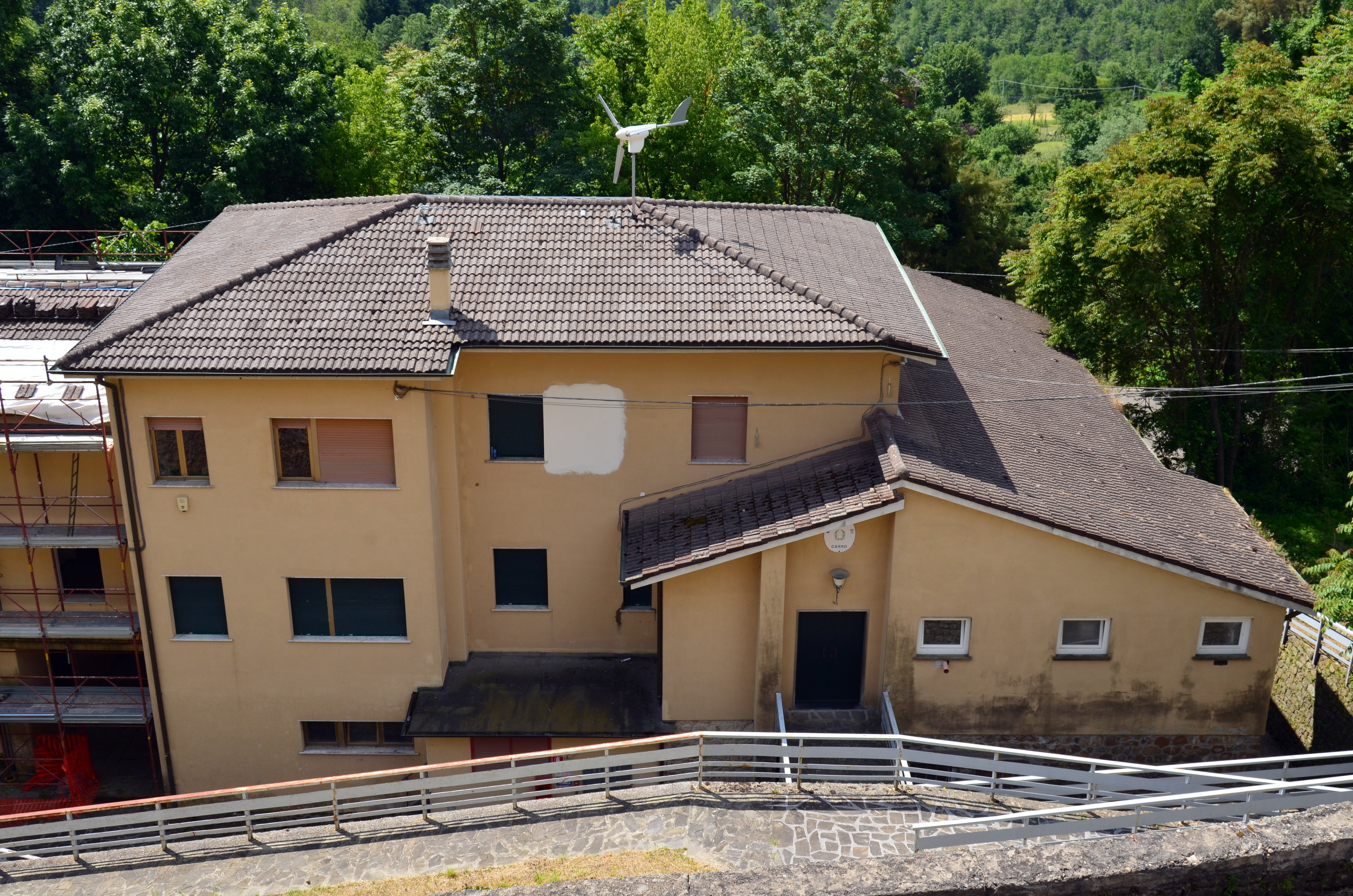
Il municipio

| Periodo        | Periodo        | Primo cittadino      | Partito                                    | Carica         | Note   |
| -------------- | -------------- | -------------------- | ------------------------------------------ | -------------- | ------ |
| 25 giugno 1985 | 30 maggio 1990 | Gino Demattei        | Democrazia Cristiana                       | Sindaco        |        |
| 30 maggio 1990 | 24 aprile 1995 | Gino Demattei        | Democrazia Cristiana                       | Sindaco        |        |
| 24 aprile 1995 | 14 giugno 1999 | Gino Demattei        | Partito Popolare Italiano                  | Sindaco        |        |
| 14 giugno 1999 | 14 giugno 2004 | Gino Demattei        | lista civica di centro-sinistra            | Sindaco        |        |
| 14 giugno 2004 | 19 aprile 2007 | Bruno Angelo Firenze | lista civica                               | Sindaco        | [ 12 ] |
| 19 aprile 2007 | 15 aprile 2008 | Roberta Carpanese    |                                            | Comm. straord. | [ 13 ] |
| 15 aprile 2008 | 30 maggio 2013 | Antonio Solari       | Il Cerro (lista civica di centro-sinistra) | Sindaco        |        |
| 30 maggio 2013 | 10 giugno 2018 | Antonio Solari       | Il Cerro (lista civica di centro-sinistra) | Sindaco        |        |
| 10 giugno 2018 | 15 maggio 2023 | Antonio Solari       | Il Cerro (lista civica)                    | Sindaco        |        |
| 15 maggio 2023 | in carica      | Ezio Firenze         | Il paese che vogliamo (lista civica)       | Sindaco        |        |